# Argiope lobata
Argiope lobata är en spindelart som först beskrevs av Peter Simon Pallas 1772.  Argiope lobata ingår i släktet Argiope och familjen hjulspindlar. Utöver nominatformen finns också underarten A. l. retracta.

## Bildgalleri

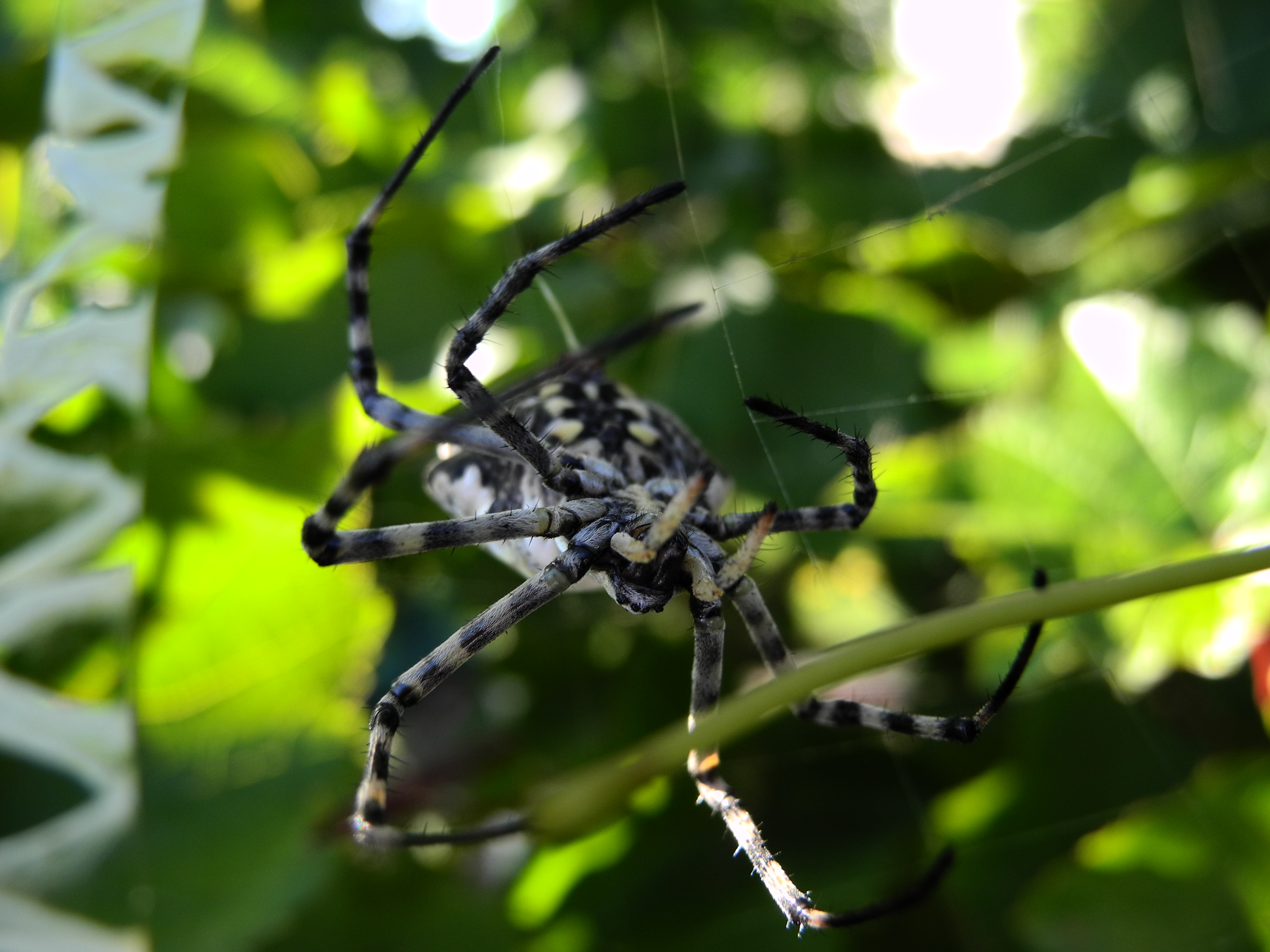
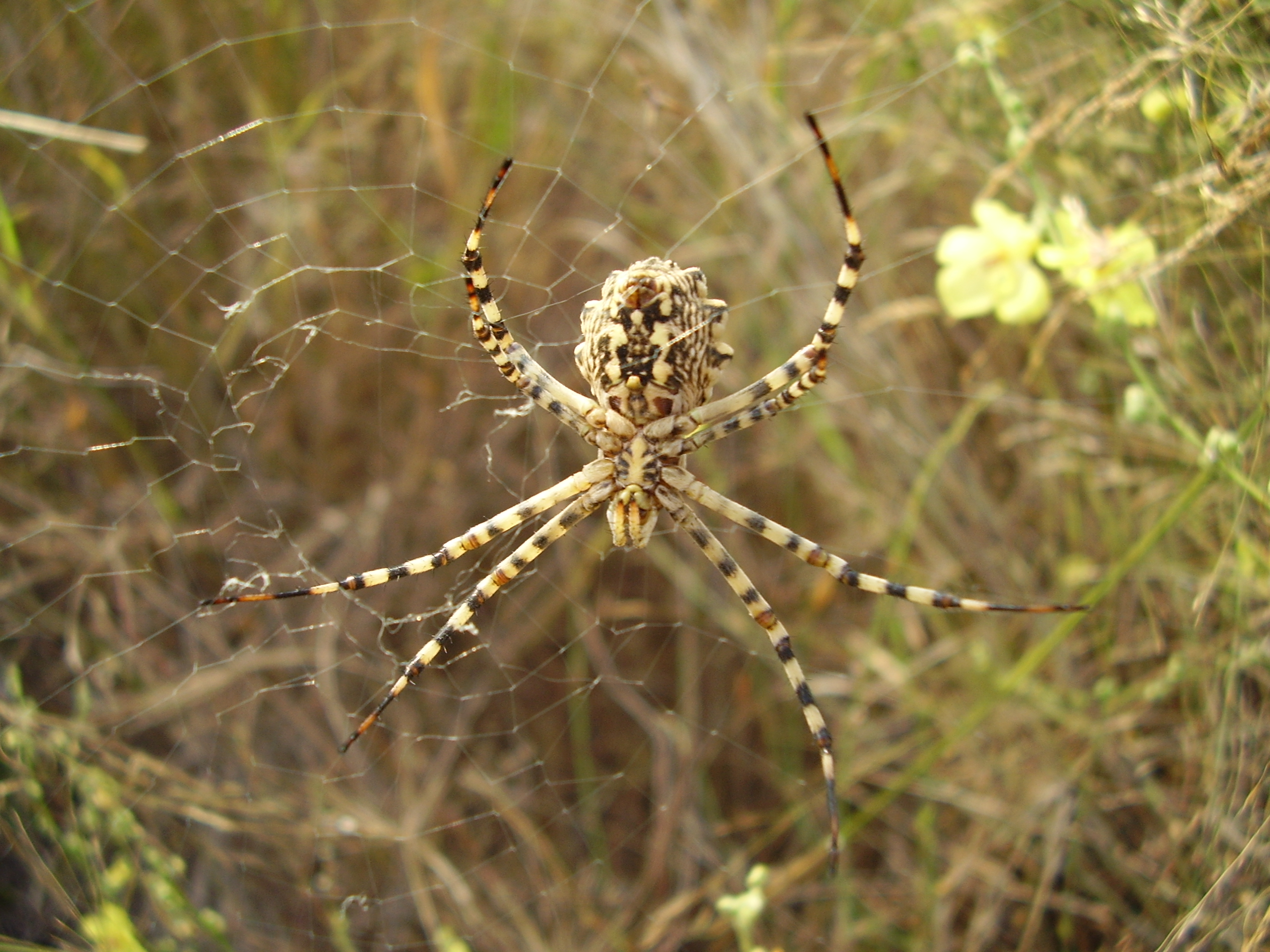
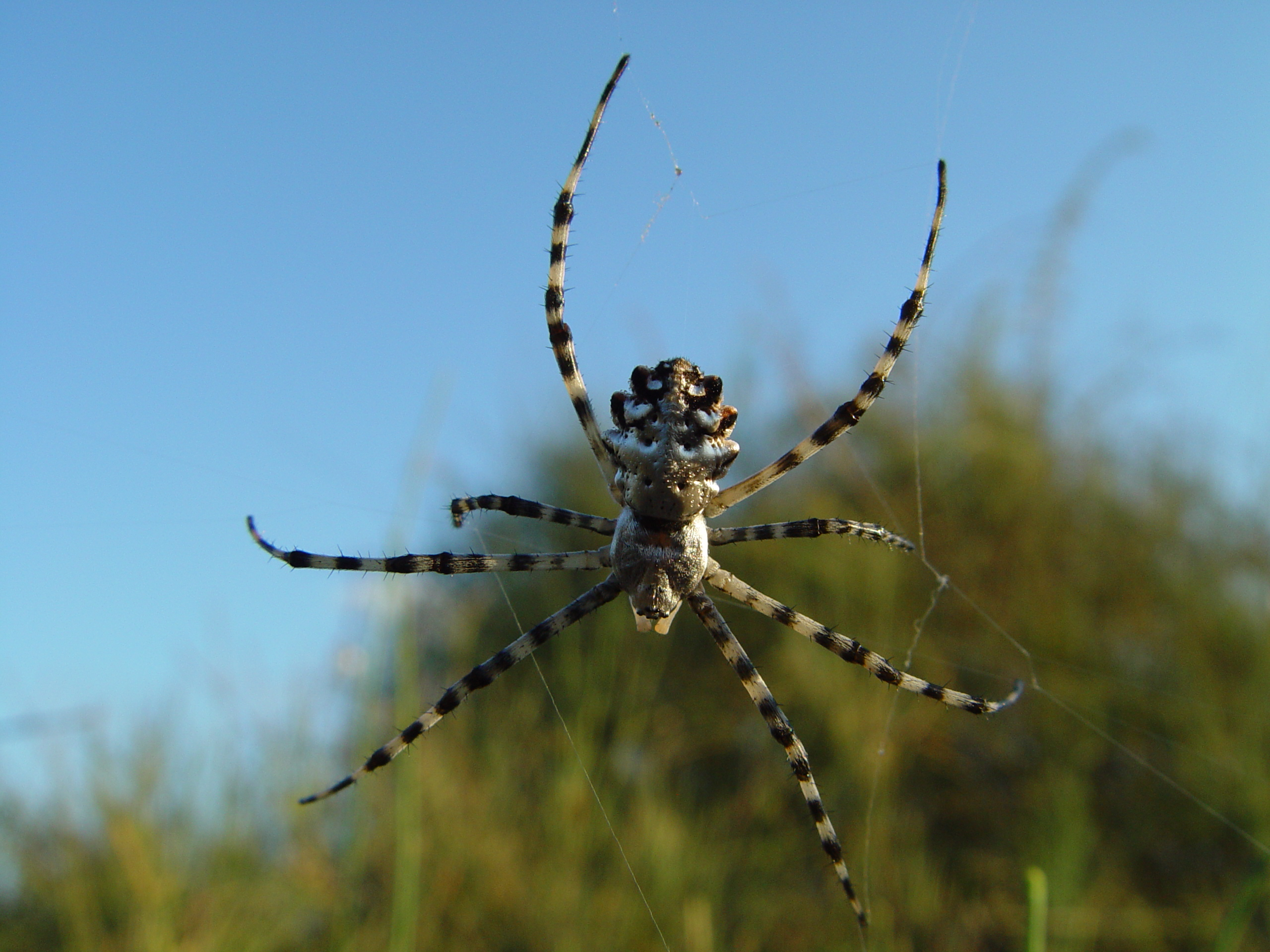
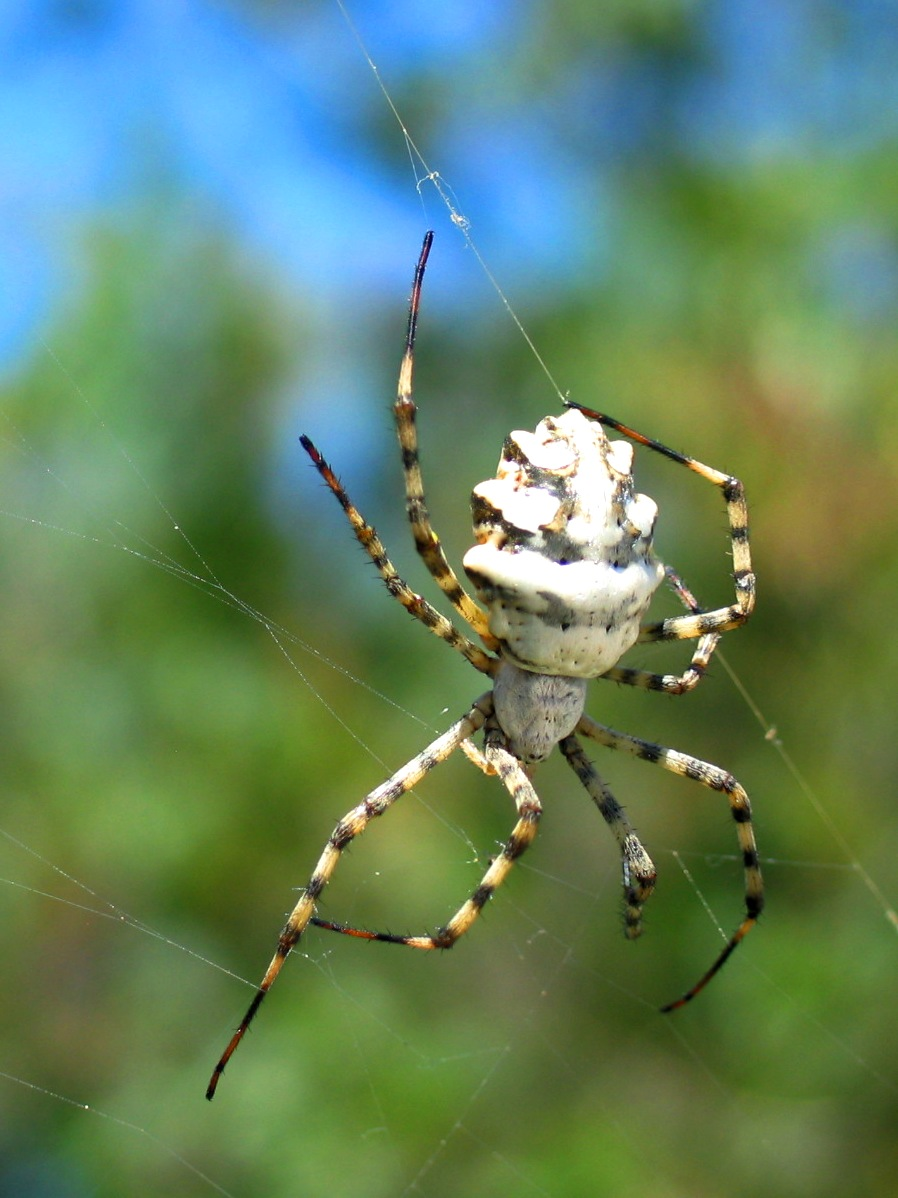
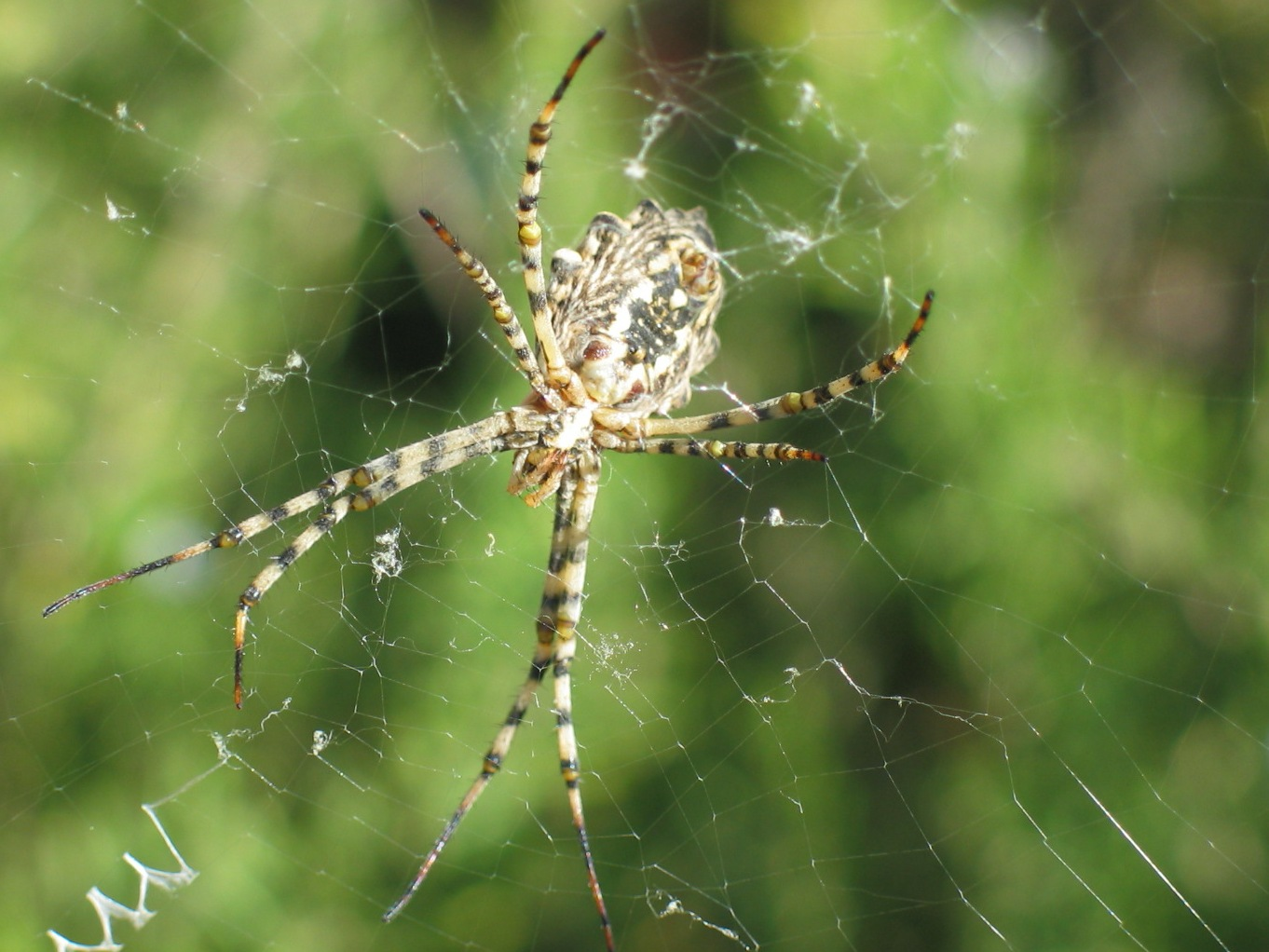
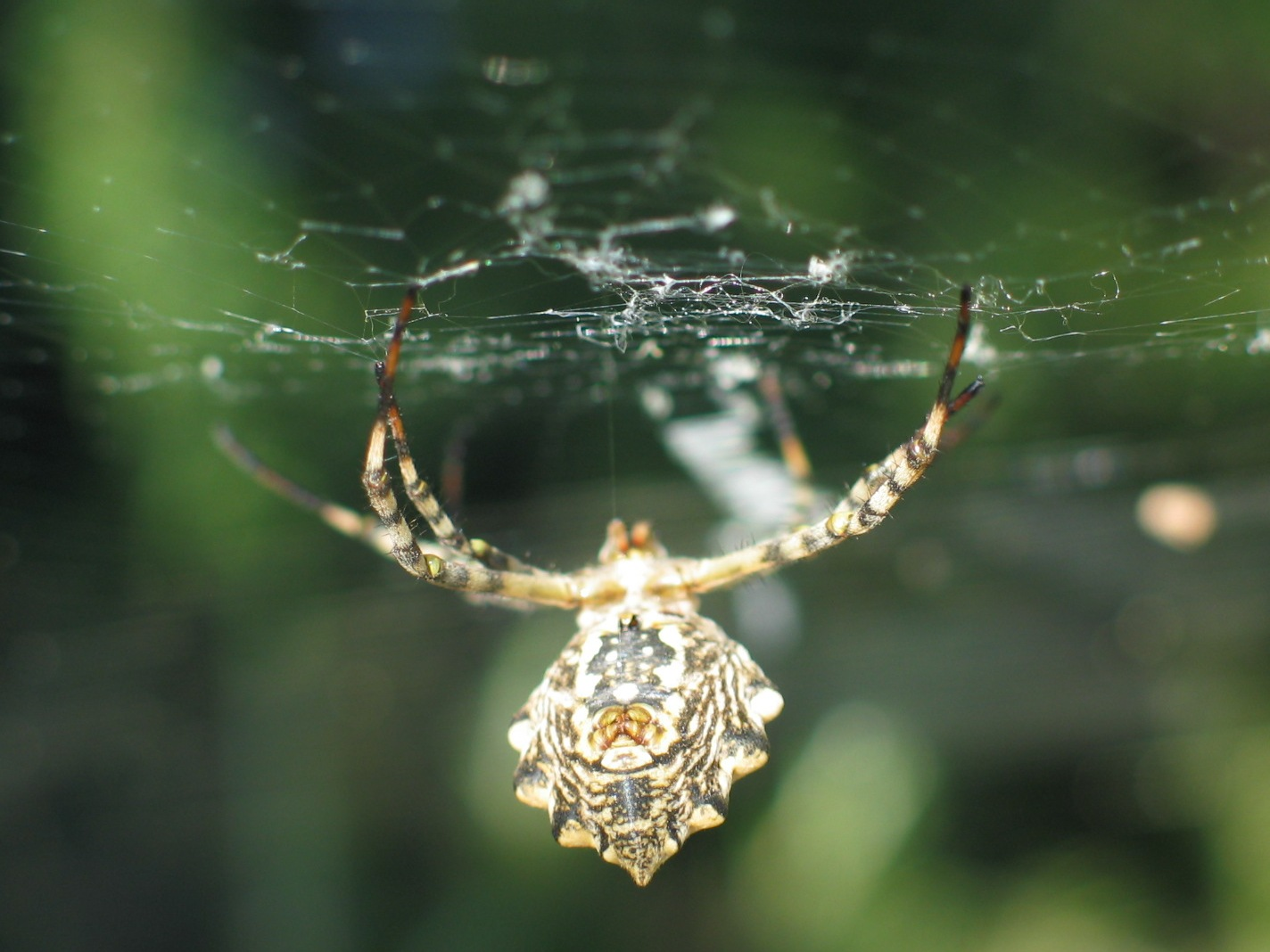